# Esopo (Velázquez)
El cuadro de Esopo fue pintado por Diego Velázquez entre 1639 y 1640 y se conserva en el Museo del Prado de Madrid (España) desde la creación de la pinacoteca en 1819.

## Historia del cuadro
Este cuadro fue pintado para decorar un pabellón de caza construido en el monte del Pardo, cerca de Madrid, llamado "La Torre de la Parada". Este pabellón se convirtió más tarde en un valioso museo de pinturas donde fue a parar la larga serie de las Metamorfosis de Ovidio, pintada por Rubens y sus ayudantes. El pabellón estaba reservado en exclusiva para la Corte, nadie más tenía acceso. Allí se recopiló el conjunto más importante sobre temas de mitología y gran variedad de desnudos.
Velázquez pintó otro cuadro, Menipo, con la intención de que ambos fueran exhibidos en pareja.

## Descripción del cuadro
El cuadro representa al narrador de fábulas griego Esopo, tal y como se recoge en un letrero en el propio cuadro, mirando directamente al espectador con un libro en su mano derecha y vestido con un sayo marrón sujeto a la cintura con una tela de color blanco.
Destaca en el cuadro la austeridad en la representación del filósofo, que realza al mismo tiempo su personalidad.